# Liste der Biografien/Diz
Liste der Biografien |
Portal Biografien |
Personensuche
# |
A |
B |
C |
D |
E |
F |
G |
H |
I |
J |
K |
L |
M |
N |
O |
P |
Q |
R |
S |
T |
U |
V |
W |
X |
Y |
Z |
?
 
Da |
Db |
Dc |
Dd |
De |
Dg |
Dh |
Di |
Dj |
Dk |
Dl |
Dm |
Dn |
Do |
Dq |
Dr |
Ds |
Du |
Dv |
Dw |
Dy |
Dz
 
Dia |
Dib |
Dic |
Did |
Die |
Dif |
Dig |
Dih |
Dij |
Dik |
Dil |
Dim |
Din |
Dio |
Dip |
Diq |
Dir |
Dis |
Dit |
Diu |
Div |
Diw |
Dix |
Diy |
Diz
Die Liste der Biografien führt alle Personen auf, die in der deutschsprachigen Wikipedia einen Artikel haben. Dieses ist eine Teilliste mit 25 Einträgen von Personen, deren Namen mit den Buchstaben „Diz“ beginnt.

## Diz
- Diz, Alejandro (* 1965), argentinischer Volleyballspieler

### Diza
- Dizack, Philip (* 1985), US-amerikanischer Jazzmusiker (Trompete, Flügelhorn, Komposition)

### Dizd
- Dizdar, Goran (* 1958), kroatischer Schachspieler und -trainer
- Dizdar, Mak (1917–1971), jugoslawischer Dichter
- Dizdar, Merve (* 1986), türkische Schauspielerin
- Dizdar, Natali (* 1984), kroatische Sängerin
- Dizdar, Zeynep (* 1976), türkische Popmusikerin
- Dizdarević, Belmin (* 2001), bosnisch-herzegowinischer Fußballspieler
- Dizdarević, Denis (* 2004), österreichischer Fußballspieler
- Dizdarevic, Dino (* 1995), deutscher Basketballspieler
- Dizdarević, Emir (* 1958), kroatischer Schachspieler
- Dizdarević, Raif (* 1926), jugoslawischer Politiker

### Dize
- Dize, Tony (* 1982), US-amerikanischer Reggaeton-Musiker
- Dizengoff, Meir (1861–1936), Bürgermeister Tel Aviv
- Dizeyee, Lara, kurdische Modedesignerin

### Dizi
- Diziani, Gaspare (1689–1767), italienischer Barockmaler
- Dizier, Arthur (1919–1945), belgischer Widerstandskämpfer gegen den Nationalsozialismus
- Dizinger, Carl Friedrich von (1774–1842), württembergischer Oberamtmann

### Dizo
- Dizon, Curt (* 1994), philippinischer Fußballspieler
- Dizon, Ethan (* 2002), US-amerikanischer Schauspieler
- Dizon, John Reinhard, US-amerikanischer Schriftsteller
- Dizon, Leah (* 1986), amerikanisches Model und Sängerin

### Dizz
- Dizz, Lefty (1937–1993), US-amerikanischer Chicago Blues-Gitarrist und Sänger
- Dizzee Rascal (* 1984), britischer MusikerDizzee Rascal (* 1984)

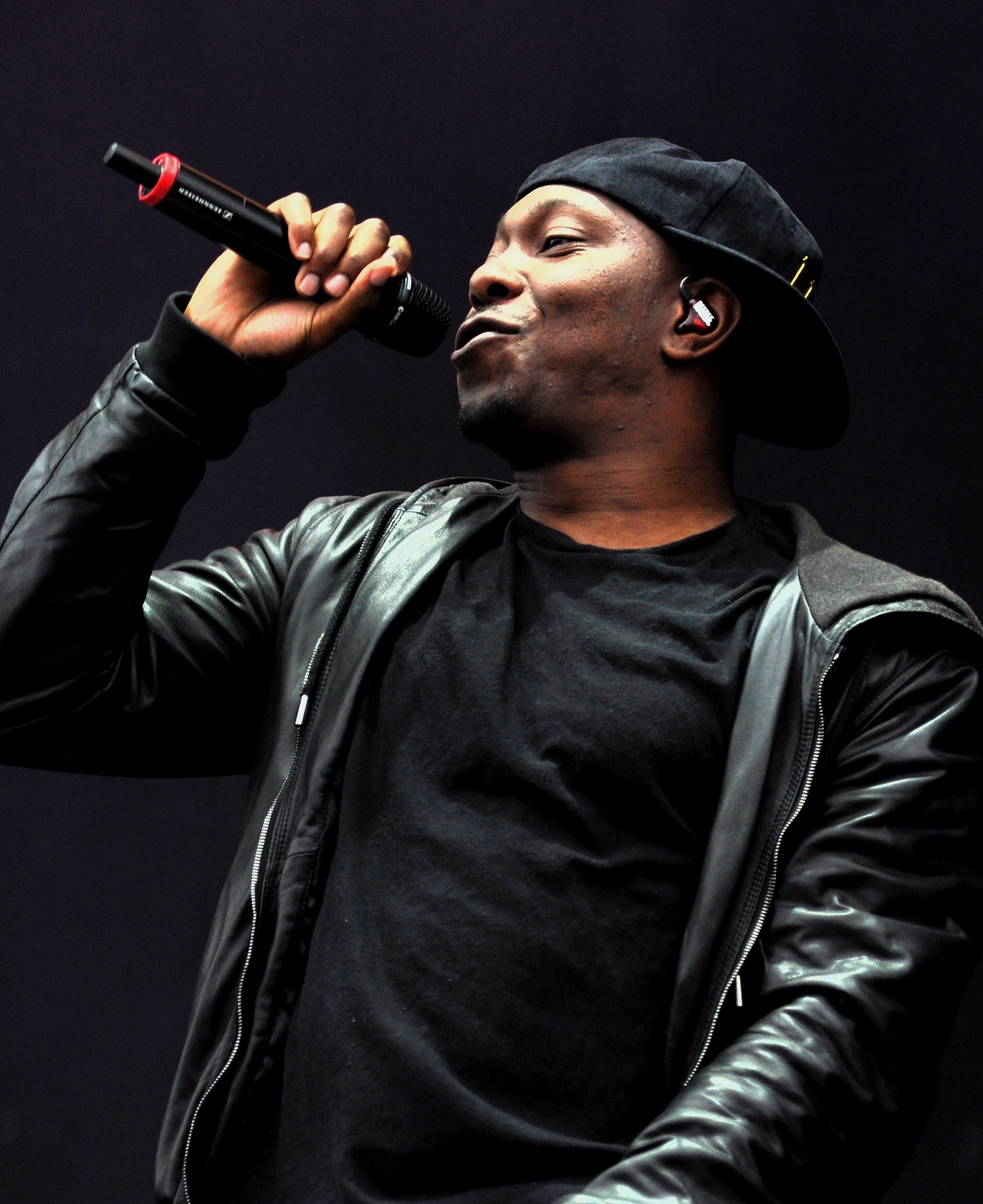
Dizzee Rascal (* 1984)

- Dizzia, Maria (* 1974), US-amerikanische Theater- und Filmschauspielerin